# Josef Šural
Josef Šural (30. května 1990 – 29. dubna 2019) byl český fotbalový útočník a reprezentant naposledy působící v tureckém Alanyasporu, kam přestoupil v lednu 2019 ze Sparty.
Dne 29. dubna 2019 zemřel v Turecku na následky zranění; stal se obětí dopravní nehody, když nepřipoután vypadl z minibusu cestou ze zápasu.
Jeho mladší bratr Jakub Šural je fotbalový obránce hrající za FC Zbrojovka Brno.

## Klubová kariéra
S fotbalem začínal v domovských Šakvicích, po jedné sezoně odešel hrát do klubu Boby Brno.

### FC Zbrojovka Brno
Od podzimu 2008 do roku 2011 hrál v prvním týmu. V lize debutoval jako osmnáctiletý v domácím zápase se Spartou Praha 14. září 2008, o dva týdny později svým premiérovým prvoligovým gólem otevřel účet zápasu 1. FC Brno – SK Kladno (2:0). Za Zbrojovku odehrál 37 ligových utkání, vstřelil dvě branky (2008/09: 18 startů / 2 branky, 2009/10: 19 / 0, 2010/11: utrpěl zlomeninu nohy, nastupoval pouze na jaře za B-tým v MSFL).

### FC Slovan Liberec
Po sezoně 2010/11 přestoupil do FC Slovan Liberec. Zde se dokázal prosadit do základní sestavy ve většině utkání, v sezoně 2011/12 nastoupil k 28 ligovým zápasům, ve kterých vsítil tři branky a pomohl tak Liberci k zisku ligového titulu. V srpnu 2012 v lize překonal českobudějovického brankáře Daňka tzv. „nůžkami“ (kopem přes hlavu) a vyhrál touto brankou anketu České televize o nejkrásnější gól roku.
Nastoupil v utkání předkola play-off (resp. 4. předkolo) Evropské ligy 2012/13 proti ukrajinskému týmu Dnipro Dněpropetrovsk. Dne 23. srpna 2012 remizoval Liberec doma 2:2, v odvetě 30. srpna na Ukrajině prohrál 2:4 a do skupinové fáze Evropské ligy se nekvalifikoval. Šural odehrál první střetnutí v Liberci.
S Libercem si poté zahrál i ve skupinové fázi Evropské ligy 2013/14 (kde se tým střetl se španělskou Sevillou, německým Freiburgem a portugalským Estorilem). Dne 3. září 2013 v základní skupině Evropské ligy vstřelil úvodní gól v domácím utkání proti portugalskému celku GD Estoril Praia, Liberec nakonec zvítězil 2:1. Trefil se i v odvetě v Portugalsku 12. prosince 2013, když otevřel skóre utkání „nůžkami“. Český tým zvítězil 2:1, obsadil s 9 body konečné 2. místo ve skupině a postoupil do jarní vyřazovací fáze. S týmem Šural zažil vyřazení v šestnáctifinále proti nizozemskému AZ Alkmaar.
Liberec obsadil v Gambrinus lize pohárovou příčku a v následující sezoně se Šural představil v Evropské lize UEFA 2014/15. V domácí odvetě 2. předkola proti MFK Košice 24. července 2014 jednou skóroval, Liberec zvítězil 3:0 a postoupil do 3. předkola proti FC Astra Giurgiu, kde vypadl s celkovým skóre 2:6. Šural vstřelil jeden gól v domácí odvetě (porážka 2:3). Dne 30. srpna 2014 v 6. ligovém kole vstřelil Šural hattrick proti FC Baník Ostrava (výhra 6:0 – v té době historicky nejvyšší výhra Liberce v 1. české lize). Se Slovanem Liberec podstoupil v sezoně 2014/15 boje o záchranu v 1. české lize, ta se však zdařila. S týmem navíc vybojoval triumf v českém poháru.

### AC Sparta Praha
V lednu 2016 přestoupil do AC Sparta Praha, kde podepsal smlouvu do konce června 2019. Zájem o hráče měl i městský rival SK Slavia Praha. Opačným směrem – do Liberce – zamířil fotbalista Ondřej Karafiát. Šural však nemohl nastoupit v jarní vyřazovací části Evropské ligy UEFA 2015/16, neboť na podzim do ní zasáhl v dresu Liberce (UEFA nepovoluje start v EL za 2 týmy během rozehrané sezony).

## Reprezentační kariéra
Šural byl mládežnickým reprezentantem Česka do 16, 17, 18 a 19 let.
V listopadu 2013 jej reprezentační trenér Josef Pešice poprvé nominoval do A-týmu ČR pro přátelský zápas s Kanadou. Do utkání hraného 15. listopadu na Anderově stadionu v Olomouci nastoupil v 74. minutě, střídal na hřišti Václava Kadlece. Český tým porazil Kanadu 2:0. K dalšímu zápasu v národním týmu nastoupil pod trenérem Pavlem Vrbou 3. září 2015 v kvalifikaci na EURO 2016 v Plzni proti týmu Kazachstánu (výhra 2:1). S českým týmem postoupil na EURO 2016 ve Francii.

### EURO 2016
Trenér Pavel Vrba jej zařadil do závěrečné 23členné nominace na EURO 2016 ve Francii. V základní skupině D odehrál všechny tři zápasy: proti Španělsku (porážka 0:1), proti Chorvatsku (remíza 2:2) a proti Turecku (porážka 0:2). Český tým obsadil se ziskem jediného bodu poslední čtvrté místo skupiny.

### Reprezentační zápasy a góly
Zápasy Josefa Šurala v A-týmu české reprezentace
| Rok                  | Zápasy | Góly |
| -------------------- | ------ | ---- |
| 2013                 | 1      | 0    |
| 2014                 | 0      | 0    |
| 2015                 | 6      | 1    |
| 2016                 | 8      | 0    |
| 2017                 | 2      | 0    |
| 2018                 | 3      | 0    |
| Celkem               | 20     | 1    |
| Platí k 17. 10. 2017 |        |      |

Góly Josefa Šurala v A-týmu české reprezentace
| Gól                | Datum        | Stadion                                | Soupeř     | Skóre (min.) | Výsledek | Soutěž                   |
| ------------------ | ------------ | -------------------------------------- | ---------- | ------------ | -------- | ------------------------ |
| 010                | 13. 10. 2015 | Amsterdam ArenA, Amsterdam, Nizozemsko | Nizozemsko | 00:2 00(35.) | 2:3      | kvalifikace na EURO 2016 |
| Platí k 6. 9. 2016 |              |                                        |            |              |          |                          |